# Jean Brunhes

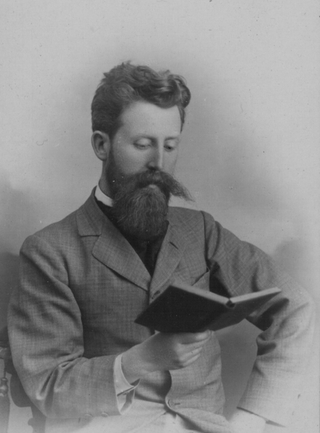
Jean Brunhes.

Jean Brunhes (Toulouse, 25 de octubre de 1869-Boulogne-Billancourt, 25 de agosto de 1930), fue un geógrafo francés.
Hijo de un profesor de matemáticas, Jean Brunhes, al finalizar su carrera en la Facultad de Ciencias de Lyon, se convierte en catedrático de historia y geografía en 1892, después de haber sido alumno de la École Normale Supérieure de París. Por consejo de Paul Vidal de la Blache, laureado de la primera promoción de graduados de la Fundación Thiers en 1893, pasó más de un año en España, donde estudió el tema de su tesis futura. Dicha tesis, innovadora, defendida en 1902, se titula "La irrigación. Sus condiciones geográficas, sus métodos, su organización en la península ibérica y en el norte de África: estudio de la geografía humana". Profesor de la Universidad de Friburgo en 1896, y luego de Lausana en 1907, fue el primer catedrático del mundo en usar el término geografía humana. 
Brunhes era un geógrafo atípico, al no haber podido realizar su carrera universitaria en Italia en la Universidad San Marcos. En primer lugar debido a sus opiniones políticas, al ser un católico social implicado, próximo al Sillón de Marc Sangnier y luego por sus elecciones epistemológicas orientadas hacia la geografía cultural, que le mantendrían al margen de la corriente geográfica dominante en su época, la geografía económica marxista. 
Participó en la formación de una geografía en el pasado cuyos conceptos todavía no se han estabilizado. Al año siguiente, Brunhes es elegido por el banquero y filántropo Albert Kahn para tomar la iniciativa científica del proyecto de los Archivos del planeta, en primer lugar las extraordinarias colecciones fotográficas (el geógrafo es un apasionado de esta técnica para apoyar sus investigaciones sobre el campo) del Museo.
Elegido miembro de la Academia de Ciencias Morales y Políticas en 1927, Brunhes publicó hasta su muerte en 1930 numerosas obras notables que conseguirían por otra parte un gran éxito entre el público y contribuirían a popularizar en Francia los conceptos de la geografía humana.
Las ideas de Brunhes iban contra la corriente dominante de la época cuando definió en 1910 sus Principios de geografía humana de Francia, obra que se vería ampliada en 1912 y 1925 con la aportación de varios niveles de percepción de fenómenos espaciales. Su método, cercano a la definición de la geografía como ciencia del paisaje cultural, se ordena en torno a tres series de «hechos esenciales»: la ocupación improductiva del suelo (casas y carreteras), la conquista de plantas y animales (cultivos, ganado) y de la economía que él llama "destructiva" (devastación animal, vegetal y explotaciones minerales). Una concepción que recibió críticas ya en su tiempo por considerarse demasiado restrictiva